# Museu de Belles Arts de València
El Museu de Belles Arts de València o Museu de Sant Pius V és la pinacoteca més important de la ciutat de València i del País Valencià, i una de les primeres d'Espanya. Té rellevància internacional la seua col·lecció de taules gòtiques de primitius valencians (segles xiv i xv), encara que les seues joies més conegudes són l'autoretrat de Velázquez i la Mare de Déu de Pinturicchio.
Està gestionada per la conselleria de cultura de la Generalitat Valenciana.

## Història
L'edifici fou construït entre el 1683 i el 1744 seguint el projecte de l'arquitecte valencià Juan Bautista Pérez Castiel.
L'origen del museu se situa amb la Llei de Desamortització de Mendizábal de l'any 1837, la qual en el seu artícle 25 disposava que amb els fons expropiats es crearen museus provincials de belles arts.
El Convent del Carme albergà l'actual col·lecció pictòrica del Museu de Belles Arts de València des del 1848 fins al 1942, mentre que fou seu de la Reial Acadèmia de Belles Arts de Sant Carles. Des del 1913, però, per mitjà d'un reial decret de 24 de juliol, el Museu de Belles Arts quedà deslligat oficialment de la Reial Acadèmia, per convertir-se des de llavors en una institució autònoma dependent de l'Estat, i regida per un Patronat.
Durant la Guerra Civil aquest museu, junt amb les torres de Serrans serviren com a magatzem de les millors peces del Museu del Prado, per evitar els bombardeigs de Madrid, mentre que part de les obres valencianes foren traslladades al Prado.
En acabar la guerra, el director del museu Manuel González Martí va realitzar les gestions oportunes per recuperar els quadres, i el 5 de setembre de 1939, va encarregar un informe que avaluara els danys patits per l'immoble durant la contesa amb intenció de rehabilitar-lo, fet que no es va dur a terme, ja que es va prendre la decisió de traslladar les peces valencianes a l'antic col·legi seminari de Sant Pius V.
En agost del 2015 van ser furtades unes 45 obres considerades d'escàs valor. L'actuació dels lladres tingué reduïda dificultat per la reducció de mesures de seguretat per part de l'anterior govern.
El 2017 tingueren un 5 % més de visites que el 2016.
|  |  |

## L'edifici
El Col·legi de Sant Pius V, actual Museu de Belles Arts i seu de la Reial Acadèmia de Sant Carles, va ser fundat per l'arquebisbe Joan Tomàs de Rocabertí per a formació de sacerdots. Projectat per Juan Pérez Castiel el 1683, la seua execució es va demorar fins ben entrat el segle xviii. Està compost per dues parts: el col·legi i l'església.
El col·legi és de planta quadrangular disposat al voltant d'un claustre, i les seues dues torres en la façana que s'aguaita al Túria li donen un cert aspecte d'alcàsser, com era freqüent llavors en els monestirs i en certs palaus de la ciutat. En aquesta façana destaca l'encoixinat dels cantons, en forma de puntes de diamant, els frontons alternats rectes i corbs que coronen les finestres, les cornises i les rematades de pitxers i globus.
|  |  |

El temple s'adossa a aquest rectangle amb la seua planta octogonal i la seua gran cúpula de vidriat blau, reconstruïda després d'haver sigut enderrocada el 1925. És de destacar també la seua façana, obra de José Minguez amb dos pisos, pilastres en ressalt i un frontó curvilini que la remata. Tot això se situa en el pas del barroc al neoclassicisme. Entre 1820 i 1826 va ser seu de la Beneficència, i el 1835 va passar a dependre de l'Estat, que el va dedicar a magatzem de provisions de l'exèrcit i, durant la Guerra Civil, a hospital militar. Després del conflicte va passar a albergar el Museu de Belles Arts.
Des de l'establiment de l'autogovern valencià i després del conveni subscrit entre l'Estat i la Generalitat Valenciana el museu ha experimentat un gran impuls. Les obres de reforma, reorganització i ampliació de l'edifici Sant Pius V s'iniciaren el 1986, amb el projecte inicial dels arquitectes Manuel Portaceli i Álvaro Gómez-Ferrer, i després modificat i millorat, planificant-se en diverses fases.
La primera fase, acabada el 1990, va permetre modernitzar les instal·lacions del costat est de l'edifici i situar a la planta baixa un saló d'actes. La segona fase, duta a terme entre 1992 i 1994, s'encarregà de reconstruir l'antiga església, amb la seua característica cúpula blava. Durant la tercera fase, inaugurada el 1997, es construïren dos grans sales per a exposicions temporals, saló d'actes, magatzems i moll de càrrega, tot alçat de nova planta en el costat oest de l'edifici. També es va rehabilitar, en la mateixa zona, un edifici del segle xviii el qual actualment conté la zona administrativa, la llibreria i tenda, i la cafeteria. La quarta fase s'inaugurà el 9 de maig de 2003 i consistí en l'edificació dels pavellons destinats a contindre la col·lecció permanent. Per acabar la cinquena fase encara està per executar (2010) i consistirà en la rehabilitació de l'edifici de l'antic Col·legi de Sant Pius V, molt deteriorat en l'actualitat.
El desembre de l'any 2006 van concloure les obres de trasllat del pati de l'Ambaixador Vich per integrar-lo a l'edifici de Sant Pius V.
|  |  |

## Col·leccions
Compta amb unes dues mil obres, entre les quals destaquen gran quantitat de peces d'artistes valencians dels segles xiv i xv, que fan que el museu estiga especialitzat en pintura gòtica. Possiblement la col·lecció de taules gòtiques dels pintors medievals anomenats «primitius valencians» (s. xiv-xv) és la que més renom dona al Museu de Belles Arts de València, tant per la qualitat com pel complet discurs artístic.

### Pintura gòtica
Les pintures valencianes més antigues del Museu són les Escenes de la vida de Sant Lluc, quatre taules provinents de Sant Joan del Mercat, del Mestre de Villahermosa (final del segle xiv). A través de Llorenç Saragossà (Santa Caterina i Sant Francesc), el Regne de València rep tendències pictòriques de Catalunya, vinculades a l'art italogòtic (toscà i sienés del xiii, influït pel romà d'Orient).
A partir de 1400 els tallers autòctons, amb models propis, assoleixen la maduresa de la pintura medieval valenciana, comparable a l'art més bell i refinat d'Europa. Durant el segle xv es desenvolupen dos estils: 
- El gòtic internacional, primera meitat xv, que fusiona de diverses tendències en un nou estil de línies sinuoses, de preciosisme refinat i detallista, com en l'extraordinari Retaule de Fra Bonifaci Ferrer o dels Sacraments (1398), obra de gran perfecció tècnica (atribuït a Gherardo Starnina). El Retaule de la Santa Creu, de Miquel Alcanyís, obra mestra pel seu intens dinamisme. El Retaule de Sant Martí, Santa Úrsula i Sant Antoni, de Gonçal Peris Sarrià, pintor elegant i de refinat traç de línies, quadre més representatiu de l'estil internacional. També pintà la petita taula bifaç de la Verònica de la Mare de Déu i l'Anunciació. Un altre pintor d'aquesta època és Pere Nicolau, també present al museu amb el retaule dels Gojos de la Verge.

- L'estil flamenc (segona meitat del xv), és menys idealitzat, i amb major captació de la realitat quotidiana, però encara amb convencionalismes com el fons daurat. Destaquen les obres del Mestre de Bonastre, Díptic de l'Anunciació, amb una tècnica impecable i preciosista; o el més modest Mestre d'Altura, amb una Santa Caterina a mitjan camí entre l'estil internacional i flamenc.

Jaume Baço, Jacomart, que abans de 1451 treballà a Nàpols, té estil protorrenaixentista, d'influència flamenca i quatrocentista. Pintà la taula de Sant Jaume i Sant Gil, on continua la concepció espacial i iconogràfica medieval, però amb figures més humanes. Joan Reixac pintà el Trànsit de la Mare de Déu i la Predela amb escenes de la Passió, on fuig del fons àuric i fa un paisatge descriptiu, amb escenes de la passió.
|  |  |

Altres obres no valencianes del museu són la Verge de la Llet del castellà Pedro Berruguete, el gran tríptic de la Passió obra d'un seguidor o del taller de el Bosch, una taula bifaç amb la representació de la Verge Anunciada i Santa Isabel amb Sant Joanet, de la mà d'un seguidor de Hugo van der Goes. Destaca també la Coronació de Maria i els sants Pere i Pau, petita taula de procedència italiana del primer quart del segle xiv adjudicada al pintor de San Pietro di San Simone.
En el trànsit del segle xv al xvi existiren a València una sèrie de pintors amb unes característiques ben definides, podent-se anomenar com a protorenaixentistes, i que mesclaven elements italians amb flamencs. Entre aquestos està la figura de Roderic d'Osona, el seu fill Francesc o un Vicent Macip anterior al seu coneixement de la pintura dels Hernandos o de Sebastiano del Piombo, que faran canviar el seu estil. Junt a aquestos hi ha altres pintors menys innovadors com Nicolau Falcó, amb el seu gran retaule del Convent de la Puritat, amb escultures fetes per Onofre, Pau i Damià Forment; el Mestre de Perea o el Mestre d'Artés.

### Pintura del Renaixement

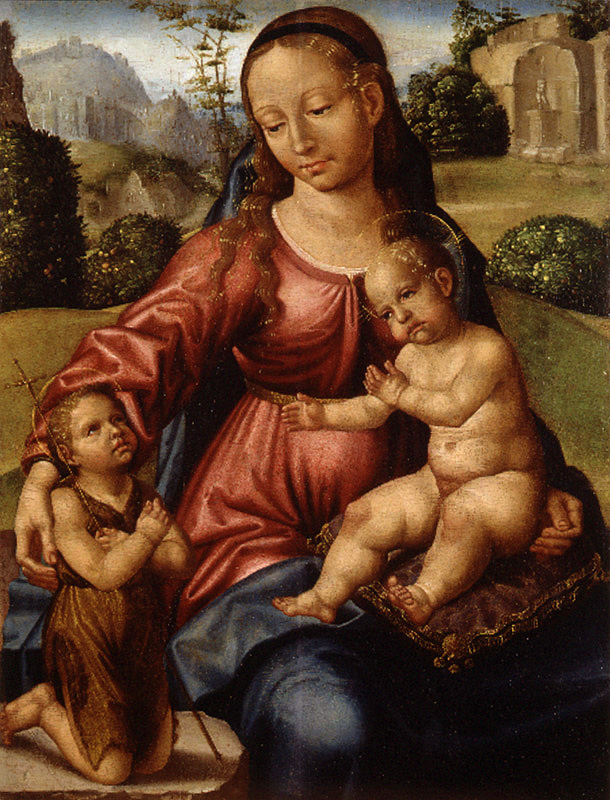
Mare de Déu amb l'Infant i Sant Joanet, de Paolo de san Leocadio

El Renaixement arribà ben prompte a valència, degut a l'arribada d'artistes o obres d'Itàlia o el viatge d'artistes valencians a aquest país. Una de les obres més importants és la Mare de Déu de le Febres de Pinturicchio, portada des de Roma per a la Col·legiata de Xàtiva per Francesc Borja, bisbe de Teano. Dels artistes vinguts d'Itàlia està Paolo de San Leocadio (pintor vingut per a pintar el presbiteri de la Catedral de València junt amb Francesco Pagano, gràcies a la intervenció d'Alexandre VI), representat al museu amb una Mare de Déu amb l'Infant i Sant Joanet. Dels artistes que viatjaren a Itàlia destaquen Hernando de los Llanos i Fernando Yáñez de la Almedina que treballaren al voltant de Leonardo da Vinci i vinguts a València el 1506, Yáñez té diverses taules que reflecteixen el seu aprenentatge italià. Existiren seguidors de l'estil d'aquest com Miquel Esteve, Miguel de Prado, el Mestre d'Alzira o Felip Pau de Sant Leocadi fill de Paolo de San Leocadio.
En un altre corrent, més rafaelesc i no tan leonardesc està l'obra de Vicent Macip qui en la seua maduresa va adquirir una art més romà, clàssic i monumental, imitant a Sebastiano del Piombo. El seu fill Joan Vicent Macip o Joan de Joanes va popularitzar l'estil patern, però amb menys imaginació i més dolç. Va continuar amb els mateixos esquemes Vicent Joanes (1555 - 1623), fill de l'anterior i amb un Sant Sopar al museu. Relacionats amb la tradició joanesca s'hi troben autors com Nicolau Borràs, amb obres seues procedents del Monestir de Sant Jeroni de Cotalba com el retaule major de l'església, Miquel Joan Porta o Vicent Requena. Els últims anys del segle xvi els protagonitza Joan Sarinyena, pintor format i Itàlia i que supera els esquemes joanescos amb un major naturalisme en el trànsit cap al barroc.
D'artistes no valencians el museu té obra d'artistes com el Greco amb un Sant Joan Baptista, un Calvari amb donant atribuït a Luis de Morales, o un retrat de Fernando d'Aragó i Borja, V Duc de Villahermosa i de Luna del flamenc establit a Aragó, Roland de Mois.

### Pintura Barroca

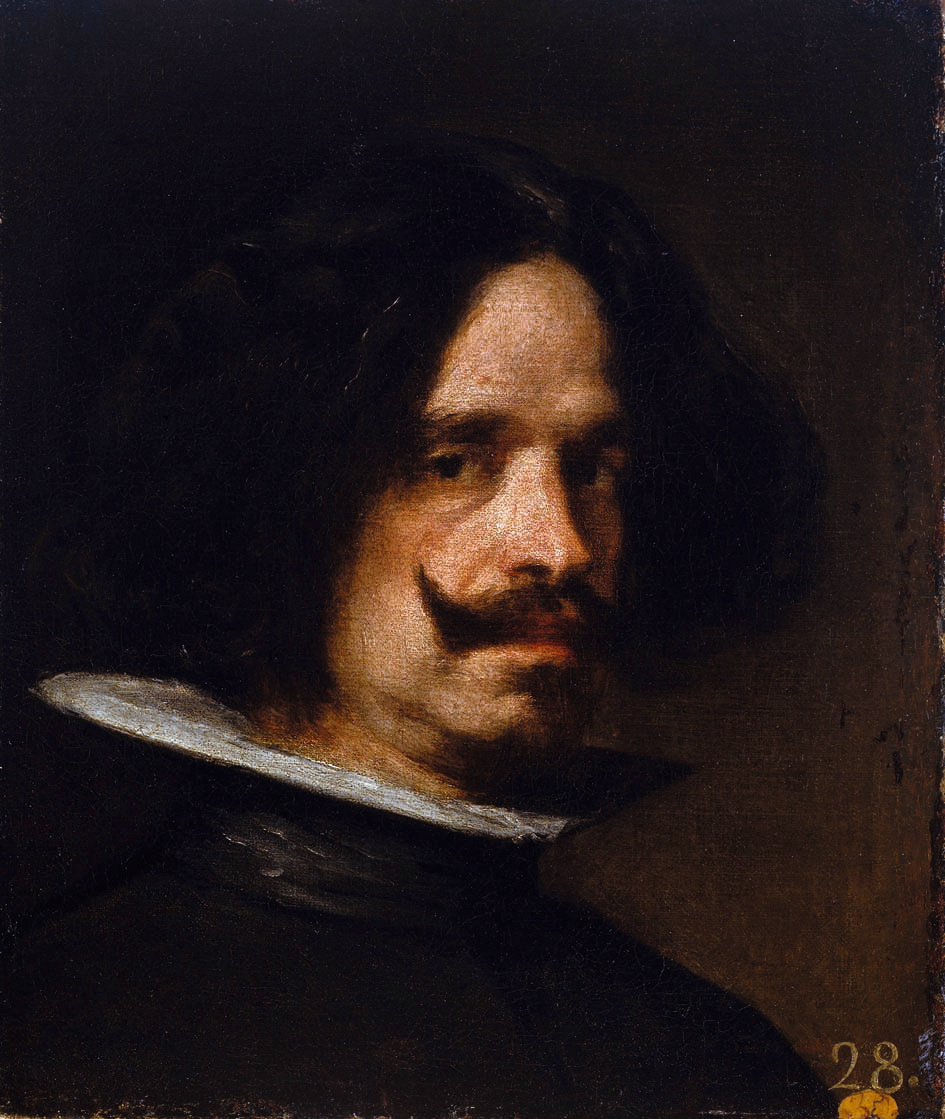
Autorretrat de Diego Velázquez

El segle xvii és dels més fecunds en la pintura valenciana. El naturalisme amb un especial tractament de la llum (tenebrista) va predominar a València per l'establiment de Francesc Ribalta el 1559, provinent del Monestir d'El Escorial, que evolucionarà cap a uns quadres de profund sentiment religiós com en el seu quadre Sant Francesco abraçant al crucificat o el Retaule de la cartoixa de Portaceli. En aquest últim fou ajudat pel seu cercle, el seu fill Joan Ribalta i el seu gendre Vicent Castelló, els quals continuarien l'estil de Ribalta, junt a altres pintors com Abdó Castanyeda o Gregori Bausà. Després de Ribalta el pintor valencià més important és Jeroni Jacint Espinosa, d'un marcat naturalisme, quasi aspre, i amb una profunda religiositat, tot seguint els postulats de la Contrareforma. Com a deixeble d'aquest darrer cal esmentar el pintor Vicent Salvador i Gómez.
El xativí establert a Nàpols Josep de Ribera hi és present amb un gran Sant Sebastià atès per Santa Irene i una esclava i dos filòsofs Heràclit i Pitàgores. Contemporanis a Ribalta però a València estan els March, el pare, Esteve pintor de batalles, i el seu fill Miquel March, pintor que participa del gust barroc per natures mortes, bodegons, que en alguns casos tenen algun simbolisme, com en les seues Al·legories dels sentits (quatre quadres que representen el Temps, la Vista, el Gust i l'Oïda). El bodegonista valencià més destacat és Tomás Yepes o Hiepes, amb un Bodegó amb ceràmica.
Dels pintors no valencians destaca la col·lecció de pintura barroca espanyola. Alguns dels més importants són Pedro Orrente, que també va treballar a València, amb el gran llenç del Martiri de Sant Jaume el Menor, Bartolomé Esteban Murillo amb un Sant Agustí llavant els peus a Crist, Juan de Valdés Leal amb un Sant Antoni de Pàdua i el Nen Jesús, Alonso Cano i el seu sant Vicent Ferrer predicant, Juan de Pareja amb un Retrat de l'arquitecte José Ratés Dalmau, del tractadista i pintor Antonio Palomino existeix L'Església militant l'Església triomfant, composició preparatòria per a un fresc fet a Salamanca. L'escola madrilenya està representada per Francisco Fernández i una Crucifixió d'Antonio de Pereda. Finalment hi figura Velázquez amb el seu autorretrat.
L'escola italiana destaquen noms coms els de Luca Giordano, Valerio Castello, Domenico Fiasella, Antonio Lazzarini i Rutilio Manetti. Altres artistes amb quadres al museu són, el flamenc Daniel Seghers, Matthias Stom, Onofrio Loth, Jan Frans Bloemen, Jan Pieters, un Naufragi del cercle de Joseph van Goyen i el gran Retrat eqüestre de Francesc de Moncada, atribuït a Van Dyck. També destaquen dos artificis de Vicent Vitoria.

### Pintura academicista

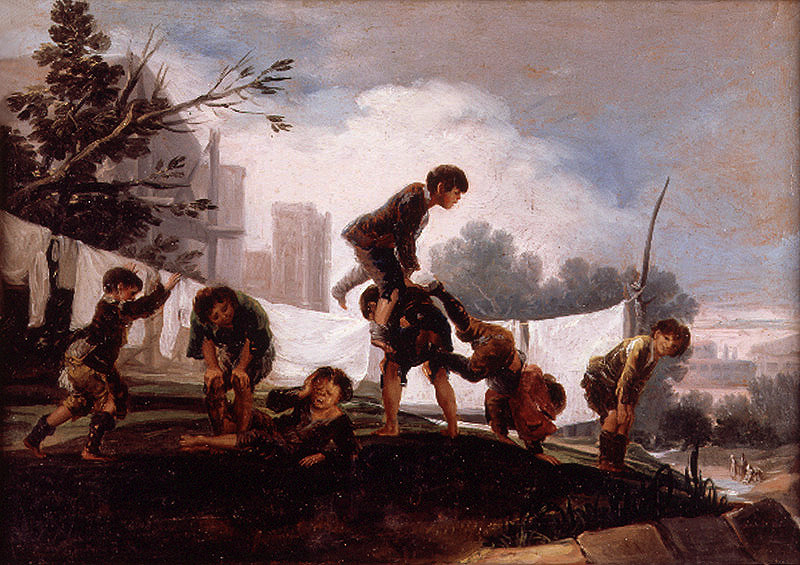
Joc de nens: el pas, de Francisco de Goya

El segle xviii no va suposar cap canvi brusc en les tendències pictòriques, almenys fins a la creació de les Acadèmies que seran les que guiaran el gust artístic. En el cas valencià fou la creació de l'Acadèmia de Belles Arts de Sant Carles el 1768, la que s'encarregarà d'això. El fundador principal de l'acadèmia fou Josep Vergara, amb una pintura elegant i amanerada, gairebé rococó, com en el Retrat de Carles IV o més devotes i dolces en altres. Contemporani a Vergara fou Josep Camaron o un poc més posterior els pintors Rafael Ximeno i Planes, Marià Salvador Maella i Agustí Esteve Marqués.
Entre els segles xviii i xix destaquen les figures del valencià Vicent López Portaña i de Francisco de Goya, ambdós àmpliament representats al museu. El primer seguix amb l'academicisme centrat en el dibuix, amb obra religiosa i els retrats. És en els retrats on López desenvolupa la seua qualitat pictòrica, reflectint la personalitat del retratat, alguns d'aquestos són: Retrat del gravador Manuel Monfort Asensi, Retrat del gravador Tomas López Enguidanos, Retrat de Vicent Blasco Garcia, Rector de la Universitat de València, o el gran Retrat del General Ramón María de Narváez. La seua manera de pintar serà continuada pels seus dos fills, Bernat López Piquer i Lluís López Piquer.
L'altre, Goya, va estar vinculat a València per la seua relació amb l'Acadèmia de Sant Carles (el seu ajudant, el valencià Asensi Julià, també te obres al museu). La majoria de quadres de Goya del museu són retrats on aconsegueix representar els trets de la societat del seu temps. Són: Retrat de Donya Joaquina Candado, Retrat de Francisco Bayeu, Retrat del gravador Rafael Esteve Vilella, Retrat de Mariano Ferrer, Secretari de la Reial Acadèmia de Belles Arts de Sant Carles, i dos quadres de petit format, Jocs de xiquets: el pas i Jocs de xiquets: el balancí.
D'aquesta època també hi ha obra d'altres artistes, com de l'italià Corrado Giaquinto.

### Pintura dels seglesxixixx

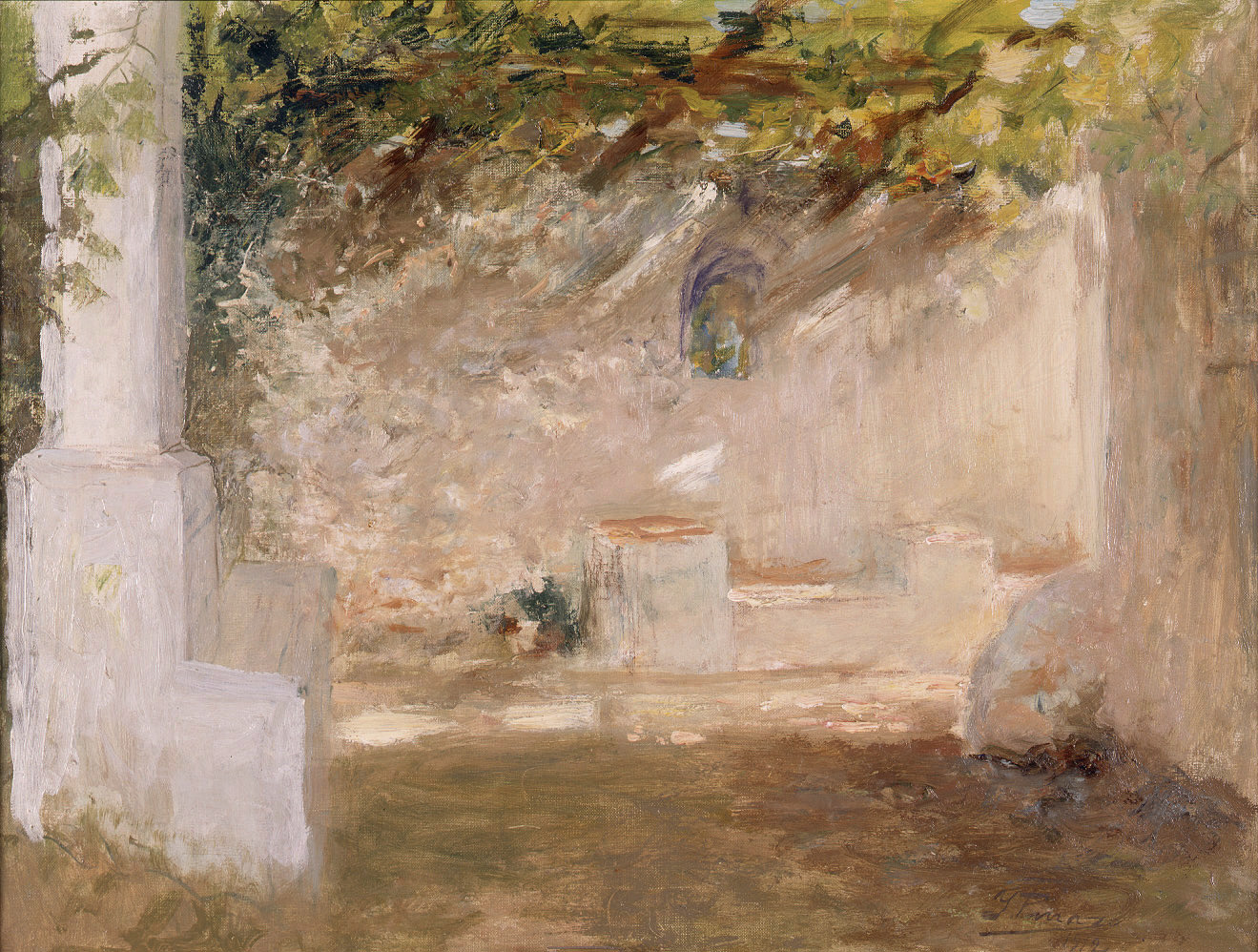
Emparrat, d'Ignasi Pinazo

El segle xix i la seua continuació, els principis del xx, constitueixen un dels moments més àlgids de la pintura feta al País Valencià, amb una sèrie d'artistes de característiques comunes les principals eren l'interés per la llum i una pinzellada ràpida, trets que a vegades fan que se'ls anomene com escola impressionista valenciana, títol incorrecte, ja que són aliens al plantejament filosòfic dels impressionistes. Un nom més apropiat seria luministes, plenairistes o instantistes. La temàtica es diversifica molt, però sempre en la línia de satisfer una burgesia de gustos conservadors. Dels temes més abundants estan la pintura d'història, el retrat, el paisatge (com a protagonista destacat), la pintura costumista, i finalment la pintura religiosa (feta des d'una perspectiva costumista també).
Les quatre figures principals d'aquesta època són Francisco Domingo Marqués, Ignasi Pinazo Camarlench, Josep Benlliure Gil i Joaquim Sorolla Bastida.
El primer pinta obres de temàtica històrica (com El Beat Joan de Ribera en l'expulsió dels moriscos) i també costumistes, cosa que li donarà èxit. En els seus quadres religiosos (Santa Clara i San Mariano) beu d'artistes barrocs com Ribera o Velázquez per a transmetre el sentiment religiós en la seu època.

Pinazo és dels quatre el més atrevit, amb una pinzellada més solta, amb pintures esbossades, sempre buscant els efectes de la llum. També fa retrats d'aparença més acabada (Retrat del Comte Guaki, Retrat de Teresa Martínez, esposa del pintor). És en els quadres més menuts on s'aprecia millor el seu talent (Classe de dibuix).

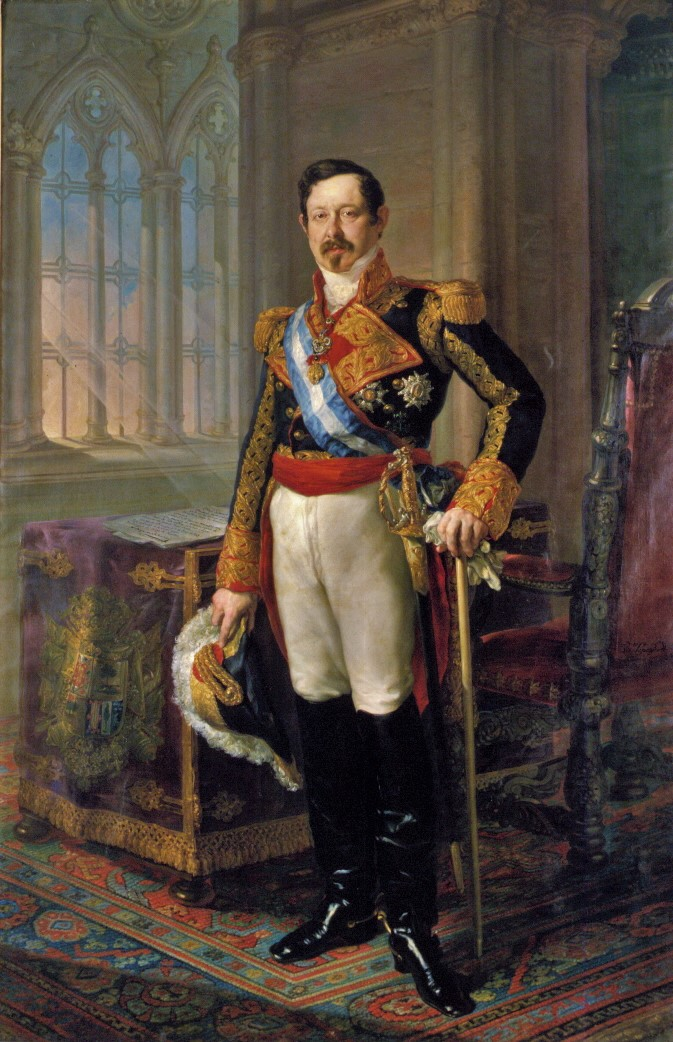
Ramón María Narváez, primer duque de Valencia, Vicente López Portaña

Josep Benliure farà una pintura costumista, retratant a tipus populars, com El Tío Andreu de Rocafort o El Tío José de Villar del Arzobispo, quadres de tema religiós però tractats d'una manera costumista (Escoltant missa (Rocafort)), retrats i temes fantàstics (La barca de Caront).
Sorolla és, dels quatre, el pintor més conegut internacionalment per la seua pinzellada luminista. Del seu període de formació es conserven algunes obres de formació (Acadèmia del natural, el xiquet de la bola i tres caps d'estudi). També hi ha retrats de personalitats valencianes (Retrat de José Luis Mariano Benlliure López de Arana) amb un aire despreocupat. La temàtica més comuna, i més coneguda, de Sorolla és el paisatge, escenes marineres de to costumista, de les quals el museu no en té moltes (Port de València i Platja de València. Pescadores), destaca, pel seu tractament del color i llum, l'obra Gropa valenciana.
Mereix especial esment el pintor Antonio Muñoz Degrain, amb nombrosa obra al museu, donada per ell mateix. És un autor que va tractar temes molt variats sempre des d'una perspectiva molt personal.
El panorama artístic valencià seguirà sense grans canvis fins al segle xx, vivint del prestigi dels autors anteriors. Aquestos pintors seran Salvador Martínez Cubells, Enric Martínez Cubells, Joaquim Agrasot, Emili Sala Francés, Cecili Pla, Juan Belda, Josep Pinazo, Ricardo Verde, Antoni Fillol Granell, Gonzalo Salvà, Francisco Pons Arnau, Manuel Benedito Vives.

### Altres col·leccions
Tant la col·lecció de dibuixos com de gravats, que superen els 10.000, romanen normalment guardades a causa de la seua fragilitat, perquè requereixen especials condicions de temperatura i il·luminació. A banda de consultes puntuals, tan sols s'exhibeixen en exposicions temporals. Destaca l'enorme fons de gravats de Giovanni Battista Piranesi, uns 880 que en la seua major part van ser adquirits en el mateix segle xviii.
Disposa a més d'una interessant mostra d'art contemporani, un pavelló d'escultura i una important col·lecció arqueològica, a més d'albergar periòdiques mostres temporals d'arts plàstiques, i objectes d'època.

## Galeria
Olis sobre tela

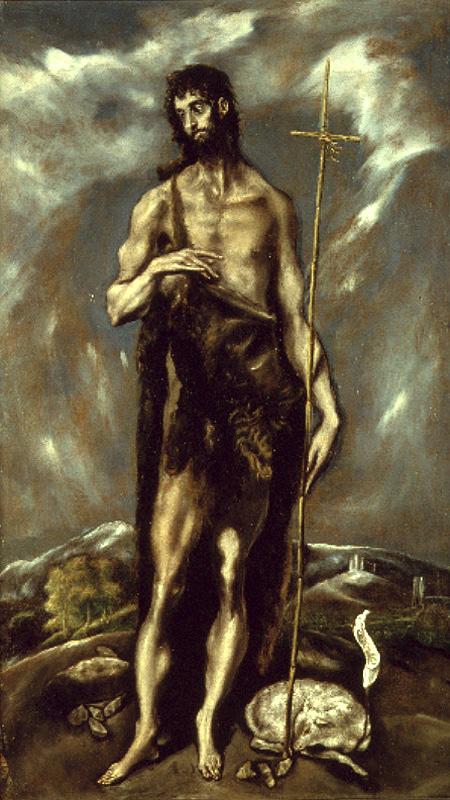
Sant Joan Baptista El Greco
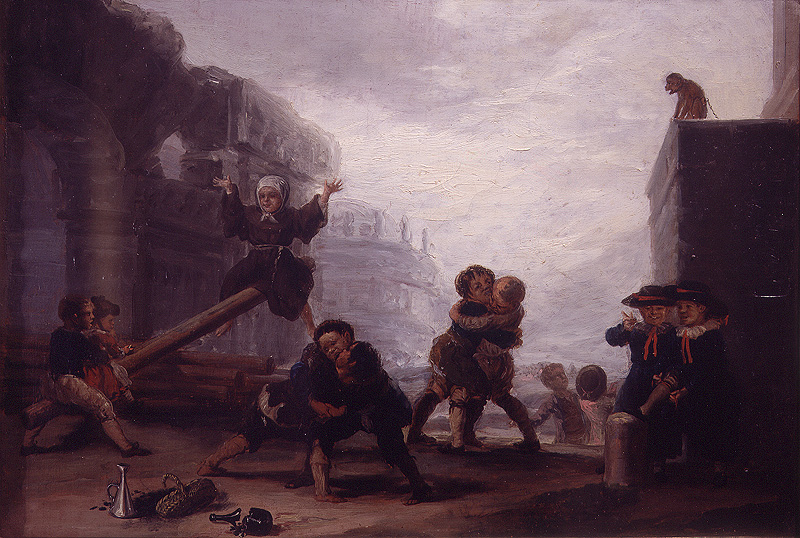
Joc de xiquets, l'engrunsador Francisco de Goya y Lucientes
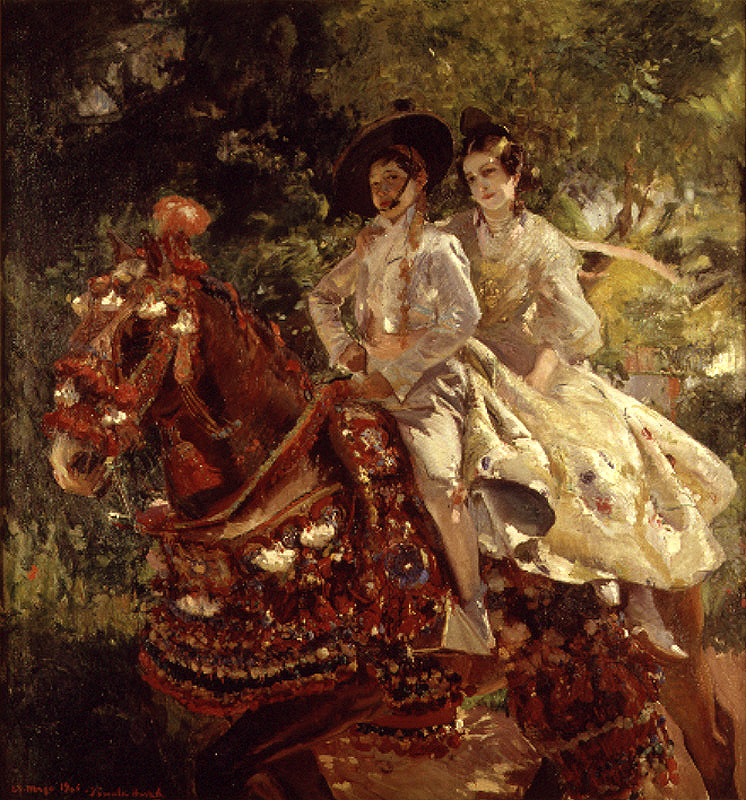
Grupa valenciana Joaquim Sorolla i Bastida
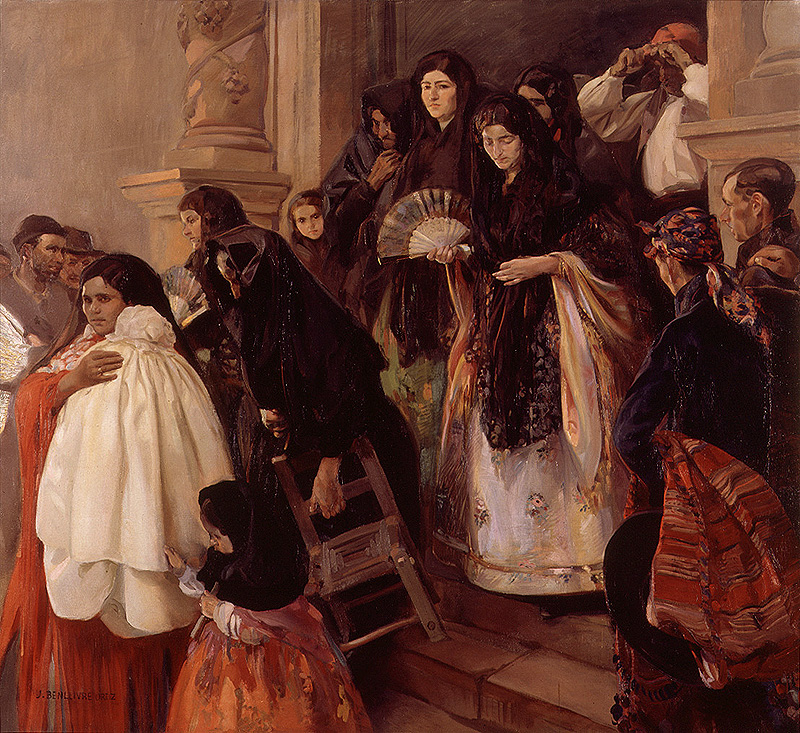
Eixida de missa a Rocafort Josep Benlliure Ortiz

Escultures

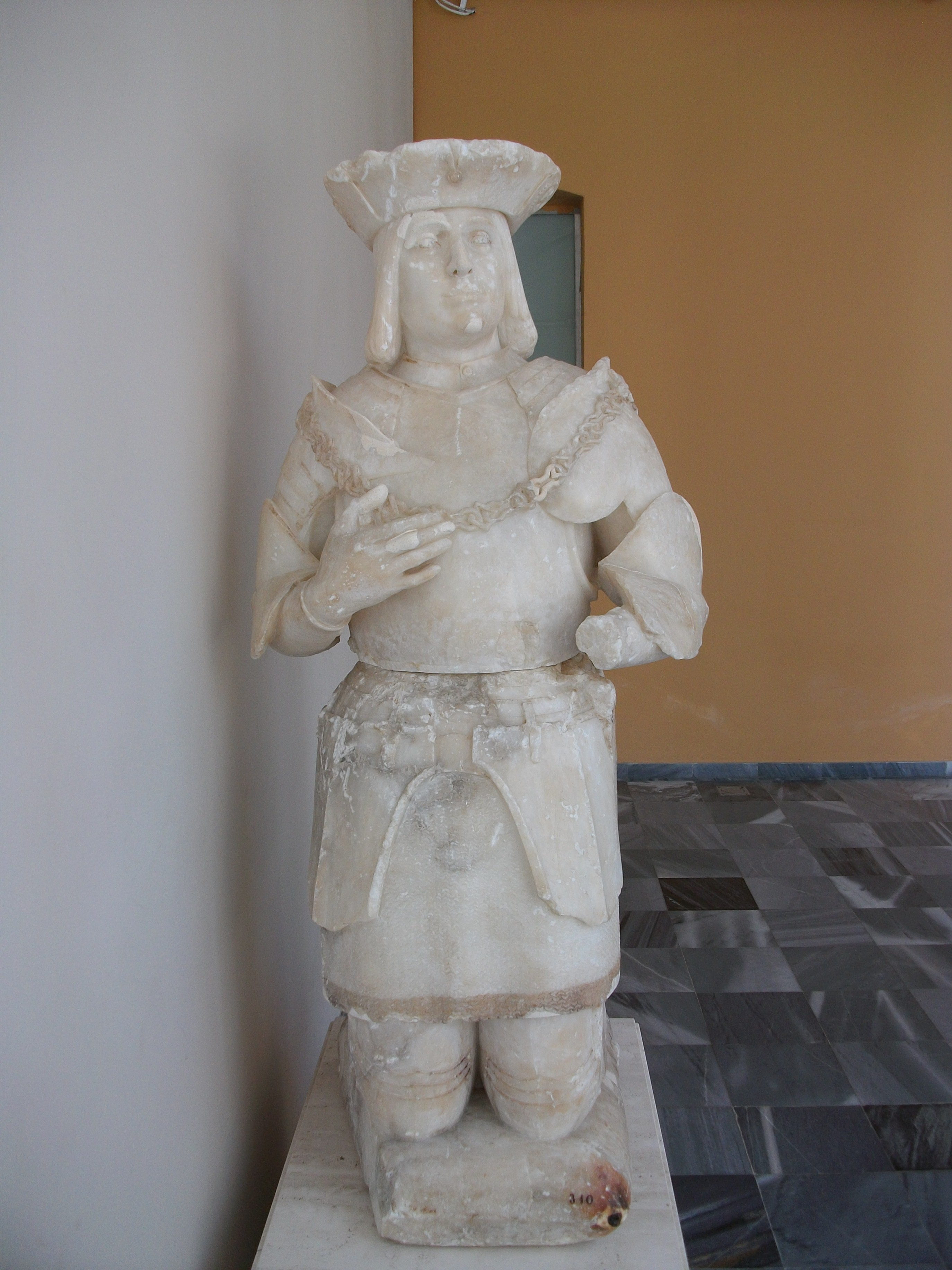
Estàtua de Gastó de Montcada, segle xvi
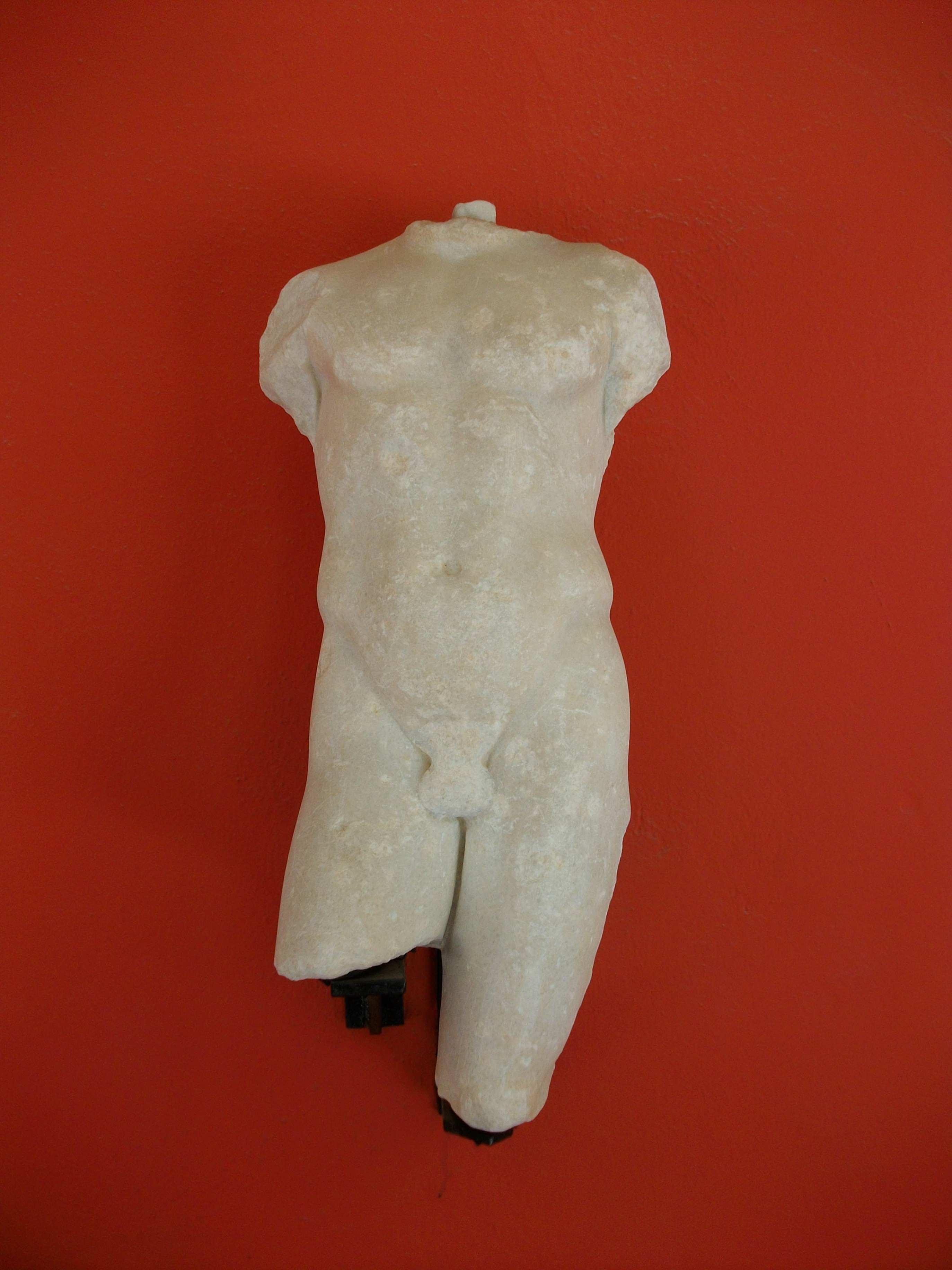
Bacus jove o tors d'atleta s. i dC
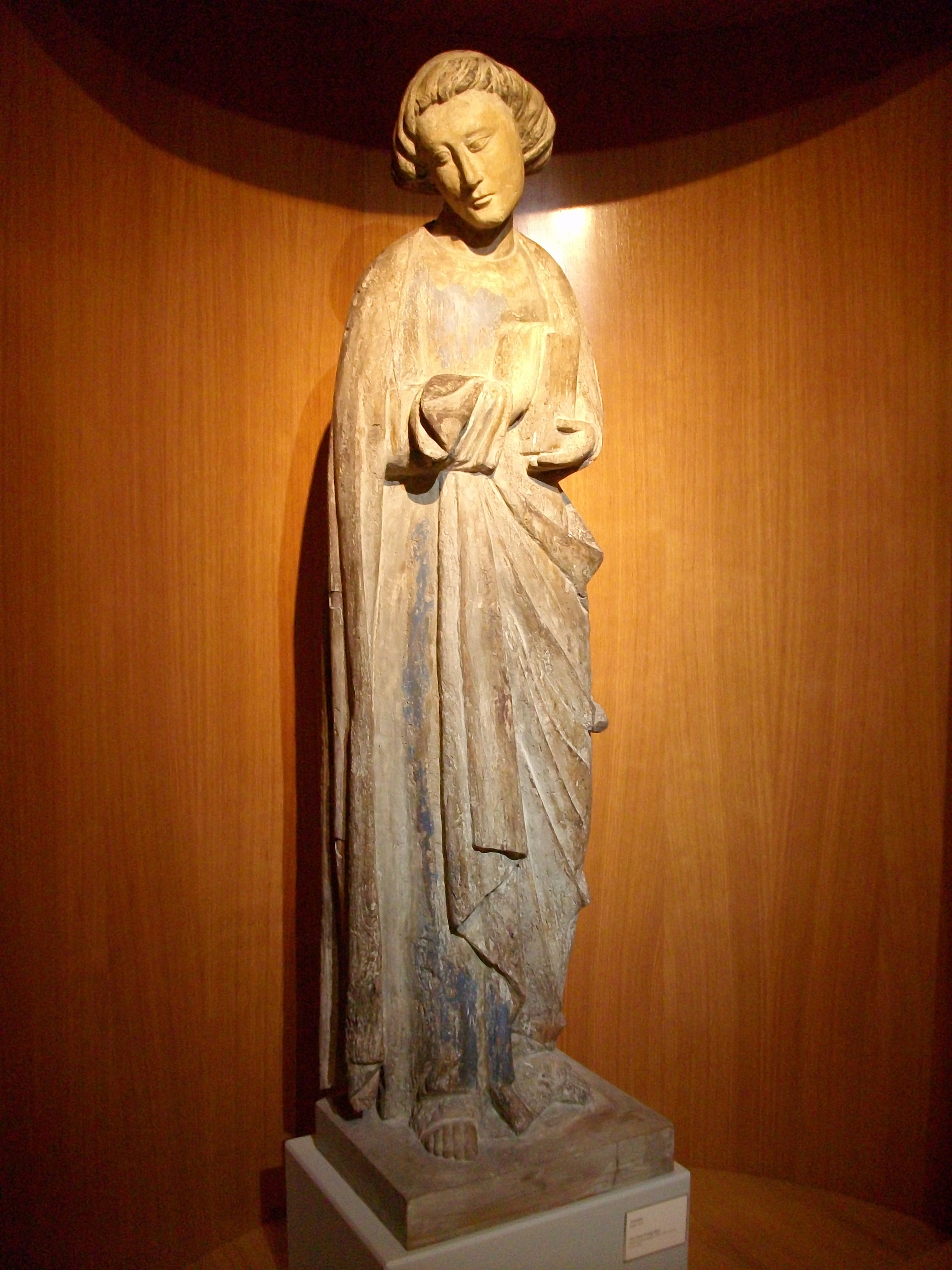
Sant Joan Evangelista, s. xiv

Altres col·leccions

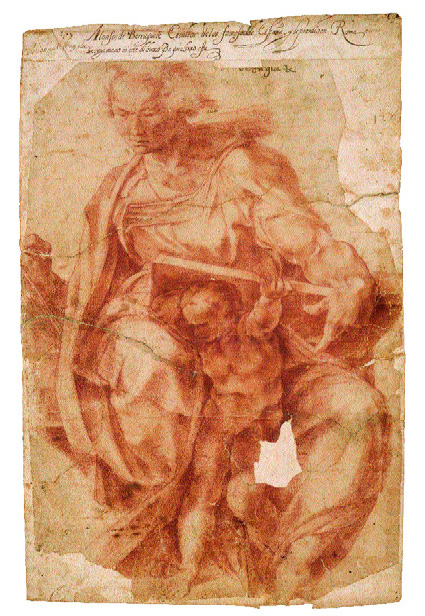
Profeta Daniel (còpia de Miquel Àngel) Gaspar Becerra